# 2-й Мосфильмовский переулок
Второ́й Мосфи́льмовский переу́лок — переулок, расположенный в Западном административном округе города Москвы на территории района Раменки.

## История
Переулок получил своё название 25 января 1952 года по примыканию к Мосфильмовской улице.

## Расположение
2-й Мосфильмовский переулок проходит на северо-запад от Мосфильмовской улицы, поворачивает на север, затем снова на северо-запад, проходит до реки Сетунь, поворачивает на северо-восток, проходит по берегу Сетуни, с юга к переулку примыкает улица Пырьева, переулок проходит далее и оканчивается в излучине Сетуни. Нумерация начинается от Мосфильмовской улицы.

## Примечательные здания и сооружения
По нечётной стороне:
- № 21 — жилой дом. Здесь жил актёр Иван Лапиков[3].

По чётной стороне:
- № 4 — Жилой дом. Здесь жила актриса И. В. Извицкая[4].

## Транспорт

### Автобус
По 2-му Мосфильмовскому переулку маршруты наземного общественного транспорта не проходят. У южного конца переулка, на Мосфильмовской улице, расположена остановка «Троицкое-Голенищево» автобусов м17, т34, 119, 205, 205к, 394, 806. На пересечении с улицей Пырьева расположена конечная остановка автобуса 320.

### Метро
- Станция метро «Минская» Солнцевской линии — западнее переулка, на пересечении Минской улицы и проспекта Генерала Дорохова.

### Железнодорожный транспорт
- Платформа «Поклонная» Киевского направления МЖД — севернее переулка, на проспекте Генерала Дорохова.